# Langscheid (Sundern)

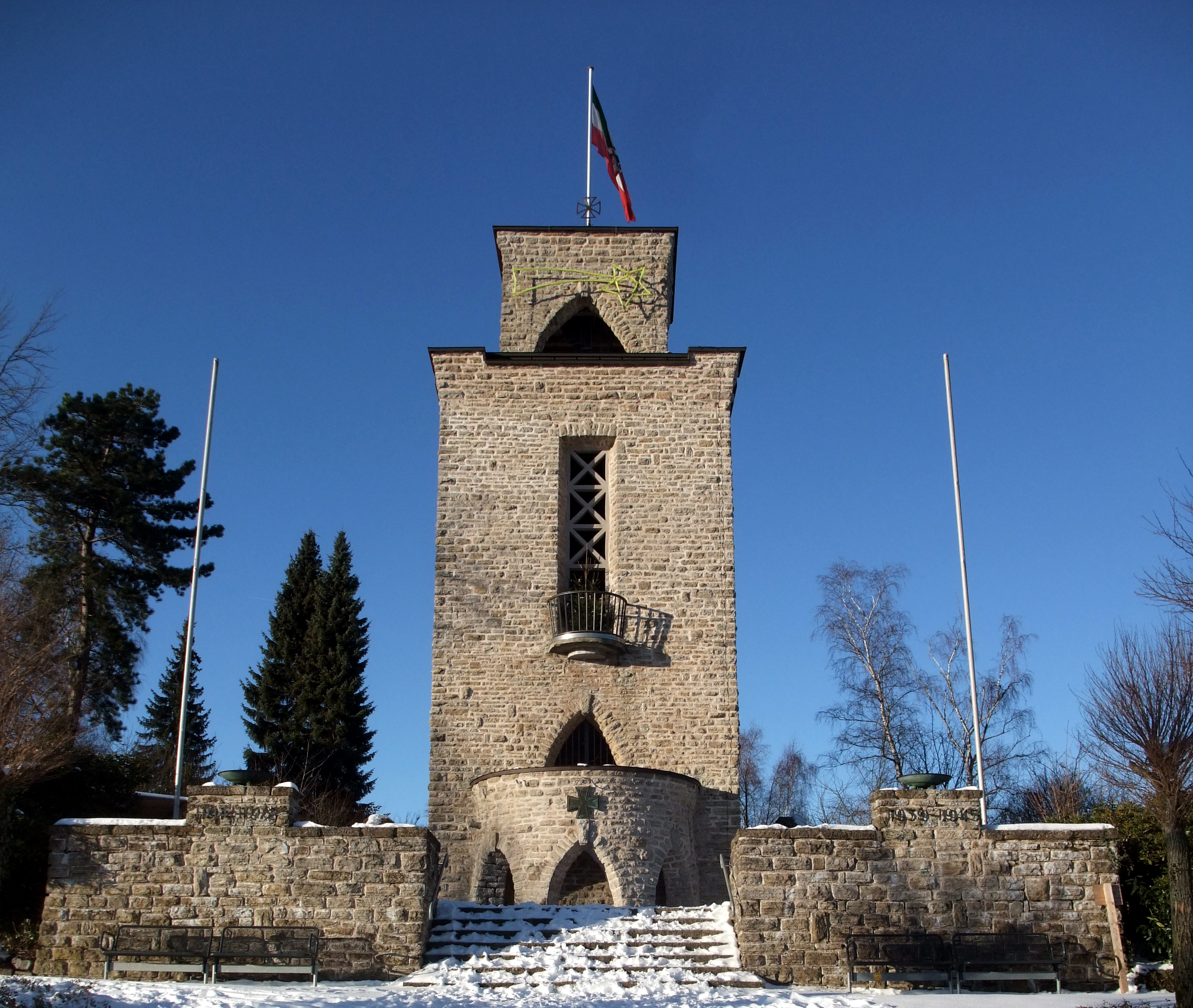
Der Aussichtsturm des Ehrenmals

Langscheid ist ein Ortsteil von Sundern (Sauerland) im Sauerland, Hochsauerlandkreis, Nordrhein-Westfalen.
Der Luftkurort liegt auf den Hügeln westlich des Damms der Sorpetalsperre.

## Geschichte
Erstmals urkundlich erwähnt wurde Langscheid im Jahre 1307.
Am 1. Januar 1975 wurde Langscheid nach Sundern (Sauerland) eingemeindet.

## Politik

### Wappen
Blasonierung:
In Blau zwei aufrechte, zugewendete, gekrümmte goldene Fische.
Beschreibung:
Die Wappensymbole erscheinen erstmals 1652 auf einem Siegel und später in der Arnsberger Wappensammlung von 1700. Die amtliche Genehmigung erfolgte am 26. Oktober 1911 mit dem Enkhausener Kirchenpatron St. Laurentius als Schildhalter.

## Sehenswürdigkeiten
Zu den Langscheider Sehenswürdigkeiten zählen das 1928–1930 errichtete Gefallenen-Ehrenmal, das auch als Aussichtsturm dient, sowie der Damm der Sorpetalsperre.

## Bildung
Langscheid besitzt einen Kindergarten und eine einzügige Grundschule in freier Trägerschaft.
Von überlokaler Bedeutung ist das Bildungszentrum Sorpesee, eine Heimvolkshochschule der VHS Arnsberg/Sundern.
Der frühere rumänische Bundesligaspieler Marcel Răducanu betreibt in Langscheid das Sommer-Trainingscamp seiner Dortmunder Fußballschule.

## Religion
Zahlreiche Einwohner von Langscheid gehören der katholischen Kirchengemeinde mit ihrem Schutzpatron Sankt Antonius Einsiedler an. Die alte Langscheider Kapelle wurde erstmals im Jahre 1637 urkundlich erwähnt. In jener Zeit las der Pfarrer des Kirchspiels Enkhausen hier die Messe.
1926 begann der Bau des Sorpedamms, auf dessen Baustelle zeitweilig über 2000 Arbeiter beschäftigt waren. Aufgrund des dadurch ausgelösten Bevölkerungswachstums wurde die Kapelle 1927 zunächst ausgebaut und dann 1932 die Errichtung einer größeren Kirche begonnen, die im folgenden Jahr eingeweiht wurde und seither den bemerkenswerten Langscheider Altar aus der Mitte des 18. Jahrhunderts beherbergt. Die Kapelle wurde seither mehrfach renoviert und wird als Gemeindesaal genutzt.

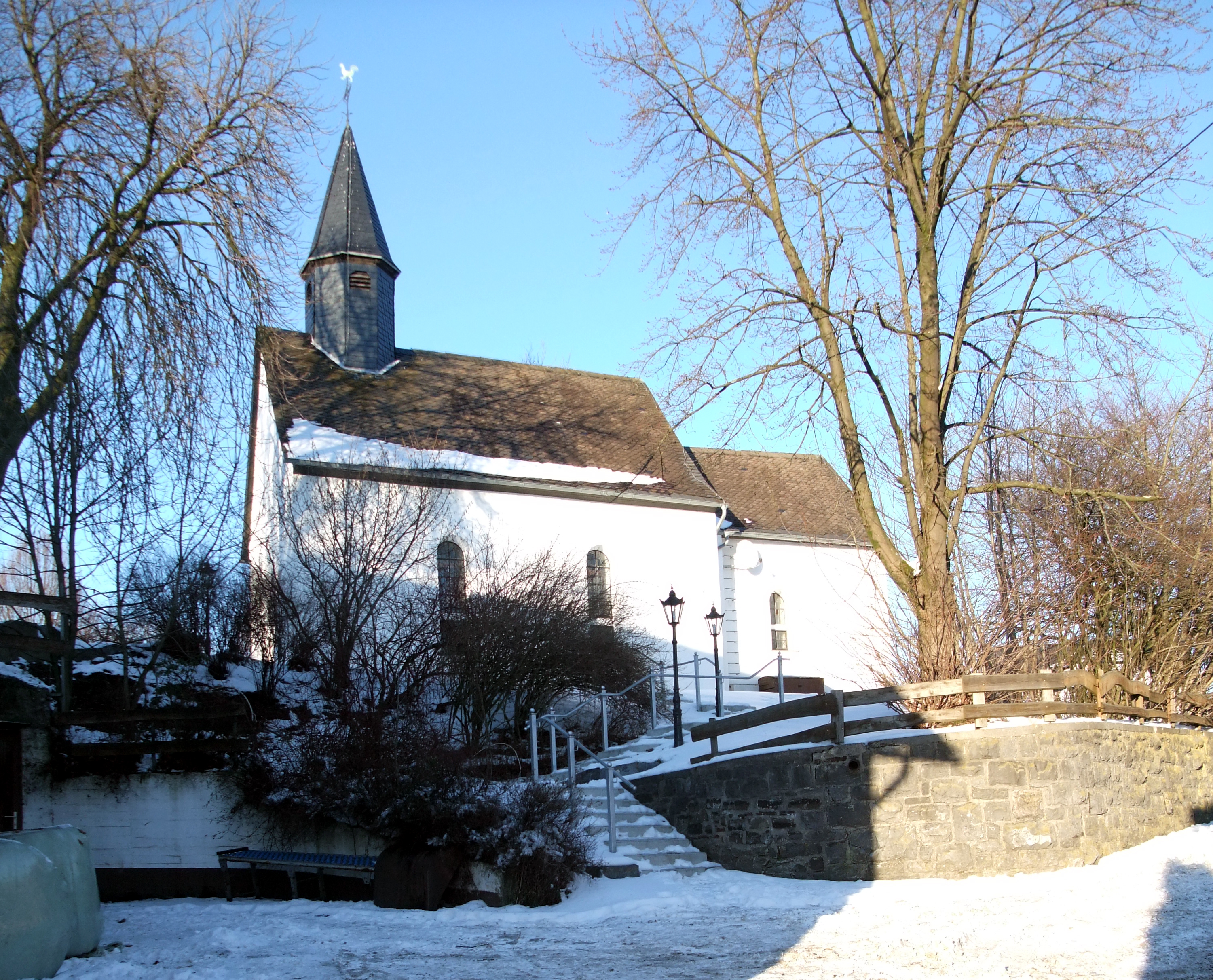
Die alte Kapelle
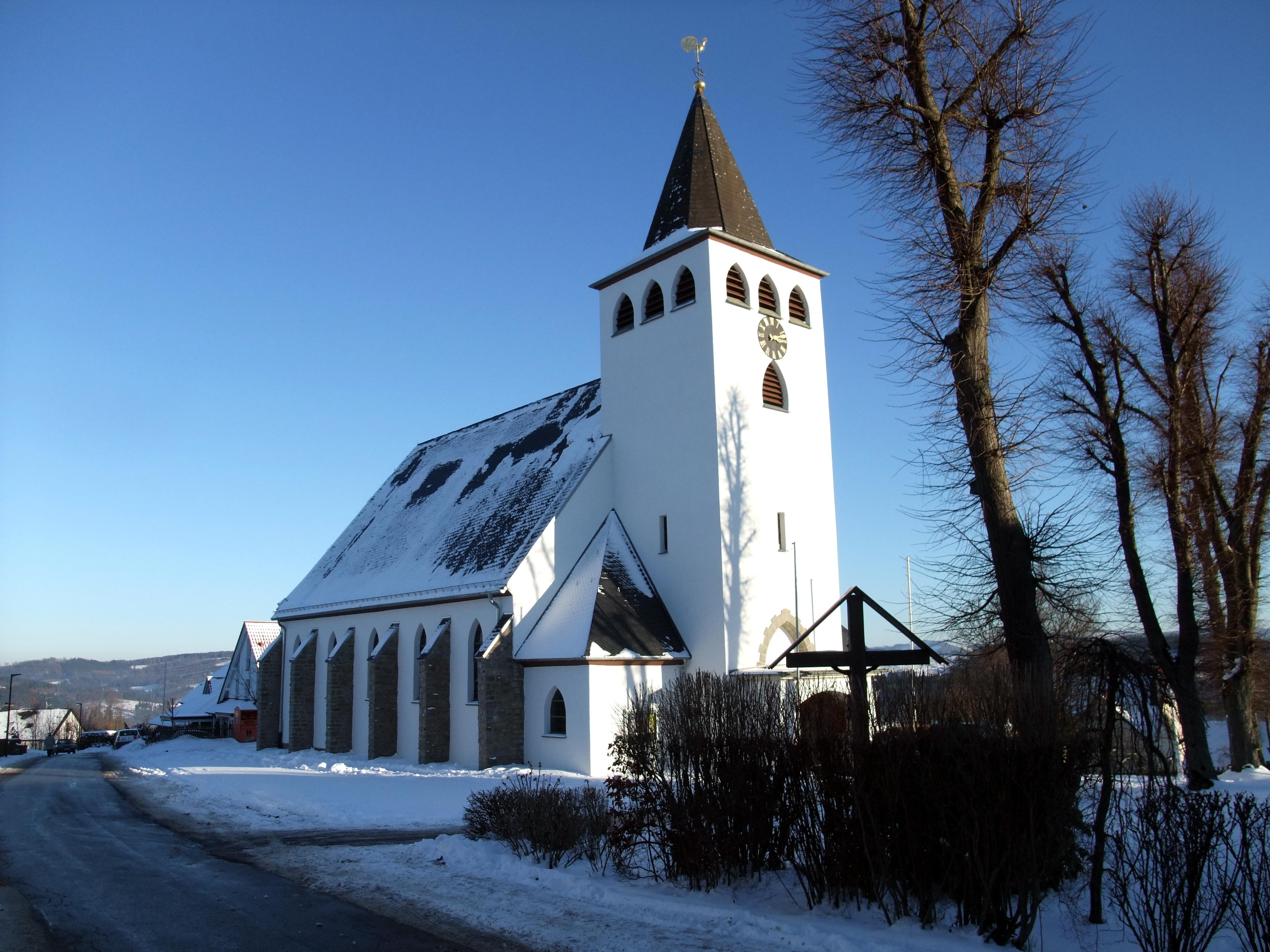
Die katholische Pfarrkirche St. Antonius
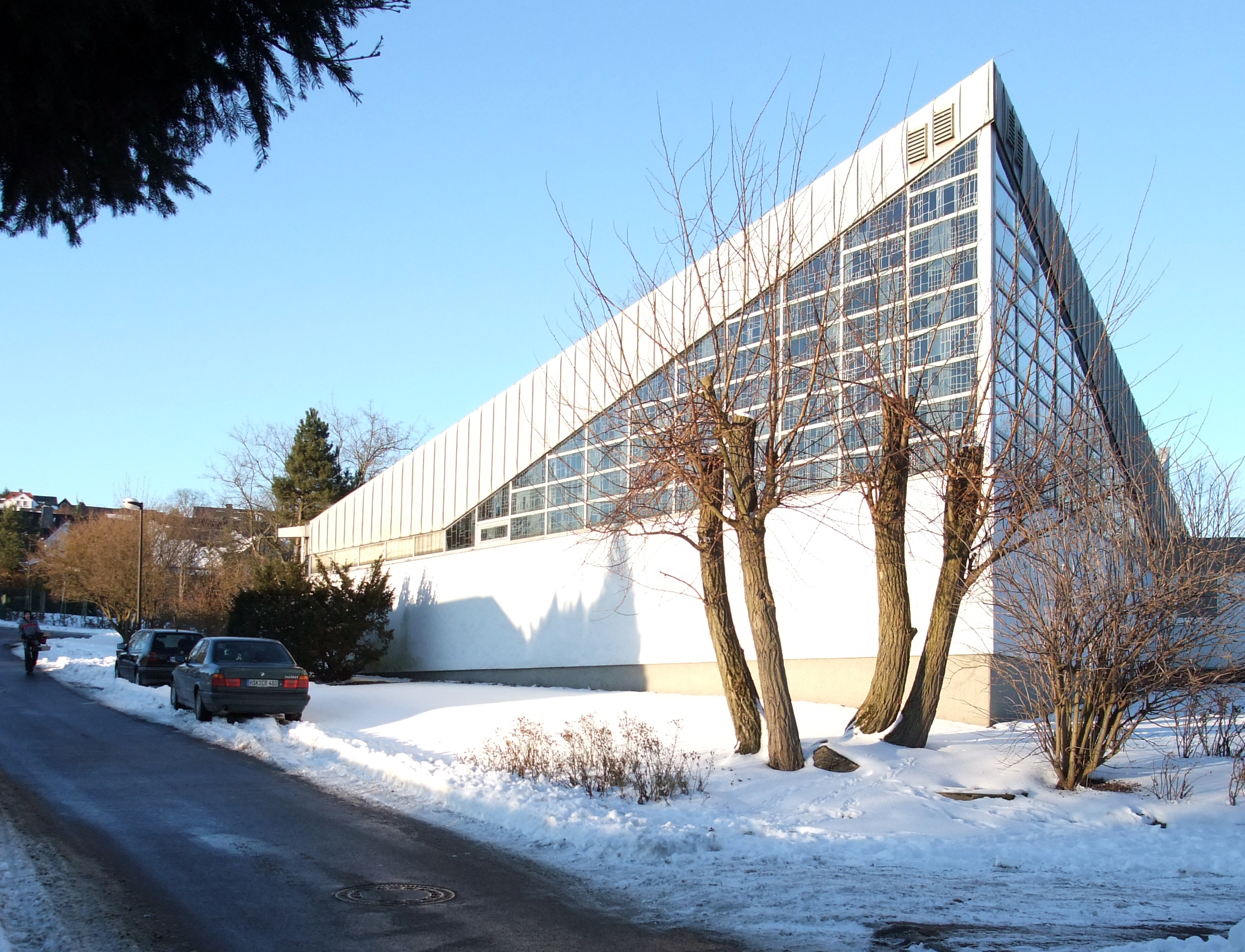
Die evangelische Markuskirche
Blick auf Langscheid und den Sorpedamm vom Überlauf am Ostufer aus

## Medizin
Die Neurologische Klinik Sorpesee, vormals Klinik Dr. Evers, in Langscheid ist auf die Behandlung von Patienten mit Multipler Sklerose spezialisiert.

## Naherholungsgebiet
Der Erholung dienen der Kurpark mit dem Haus des Gastes und Hallenbad und Panorama Sauna, das Strandbad mit Bootsverleih, drei Campingplätzen und die Jugendherberge am See.

## Vereinsleben
Die erste Fußballmannschaft des SuS Langscheid/Enkhausen spielt in der Bezirksliga und die erste Volleyball-Damenmannschaft des Ruderclubs Sorpesee seit 2015 in der 2. Bundesliga Nord.
Zu den Vereinen des Orts zählen darüber hinaus der SGV Langscheid/Sorpesee, die Löschgruppe Langscheid der Freiwilligen Feuerwehr Sundern, die DLRG-Ortsgruppe Langscheid, die Schützenbruderschaft St. Antonius Langscheid, der Musikverein, der Männergesangverein Westfalia, der Frauensingekreis, seit 2010 der Chor Cantandos, der Förderkreis Ehrenmal Langscheid, der Förderverein Friedhofskapelle Langscheid, sowie seit 2012 der Bogensportverein Sorpesee Die Wildgänse.